# 6510 Террі
6510 Террі (6510 Tarry) — астероїд головного поясу, відкритий 23 лютого 1987 року.
Тіссеранів параметр щодо Юпітера — 3,414.